# Pike Road
 Pike Road és una població dels Estats Units a l'estat d'Alabama. Segons el cens del 2000 tenia 310 habitants.

## Demografia
Segons el cens del 2000, Pike Road tenia 310 habitants, 110 habitatges, i 95 famílies. La densitat de població era de 32,3 habitants/km².
Dels 110 habitatges en un 37,3% hi vivien nens de menys de 18 anys, en un 68,2% hi vivien parelles casades, en un 12,7% dones solteres, i en un 13,6% no eren unitats familiars. En el 12,7% dels habitatges hi vivien persones soles el 2,7% de les quals corresponia a persones de 65 anys o més que vivien soles. El nombre mitjà de persones vivint en cada habitatge era de 2,82 i el nombre mitjà de persones que vivien en cada família era de 3,07.
Per edats la població es repartia de la següent manera: un 25,8% tenia menys de 18 anys, un 8,7% entre 18 i 24, un 24,8% entre 25 i 44, un 33,5% de 45 a 60 i un 7,1% 65 anys o més.
L'edat mediana era de 40 anys. Per cada 100 dones hi havia 96,2 homes. Per cada 100 dones de 18 o més anys hi havia 101,8 homes.
La renda mediana per habitatge era de 86.492 $ i la renda mediana per família de 105.116 $. Els homes tenien una renda mediana de 88.307 $ mentre que les dones 17.321 $. La renda per capita de la població era de 36.912 $. Aproximadament el 13,7% de les famílies i el 19,8% de la població estaven per davall del llindar de pobresa.

## Poblacions properes
El següent diagrama mostra les poblacions més properes.